# Le Theil-de-Bretagne
Le Theil-de-Bretagne (bretonisch: An Tilh, Gallo: Le Teilh) ist eine französische Gemeinde mit 1.720 Einwohnern (Stand: 1. Januar 2022) im Département Ille-et-Vilaine in der Region Bretagne; sie gehört zum Arrondissement Fougères-Vitré und zum Kanton La Guerche-de-Bretagne. Die Einwohner werden Theillais und Theillaises genannt.

## Geographie
Le Theil-de-Bretagne liegt etwa 28 Kilometer südöstlich von Rennes. Umgeben wird Le Theil-de-Bretagne von den Nachbargemeinden Essé im Norden, Marcillé-Robert im Nordosten, Retiers im Osten, Coësmes im Süden, Sainte-Colombe im Südwesten sowie Janzé im Westen.
Der Ort hat einen Bahnhof an der Bahnstrecke Châteaubriant–Rennes.

## Bevölkerungsentwicklung
| Jahr          | 1962 | 1968 | 1975 | 1982 | 1990 | 1999 | 2006 | 2013 | 2020 |
| Einwohner     | 1018 | 1016 | 1089 | 1133 | 1123 | 1130 | 1445 | 1706 | 1718 |
| Quelle: INSEE |      |      |      |      |      |      |      |      |      |

## Sehenswürdigkeiten
- Pfarrkirche Saint-Maimboeuf, zwischen 1875 und 1883 errichtet
- Kapelle Notre-Dame in Beauvais, 1893 errichtet, seit 2013 als Monument historique eingeschrieben
- Schloss La Rigaudière aus dem 17. Jahrhundert, heute Altersheim
- Wohnhaus, genannt Schloss La Brahurie aus dem 19. Jahrhundert
- Die Menhire von Rumfort befinden sich im Wald südlich von Le Theil-de-Bretagne

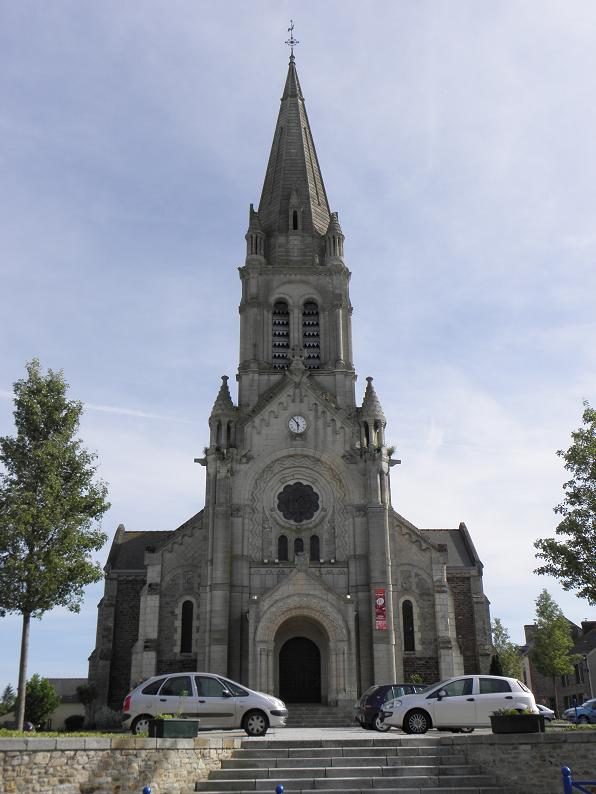
Pfarrkirche Saint-Maimboeuf
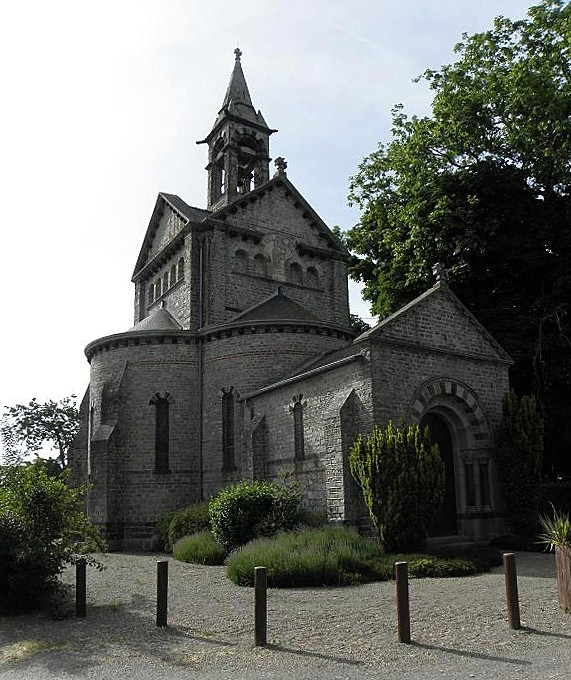
Kapelle Notre-Dame
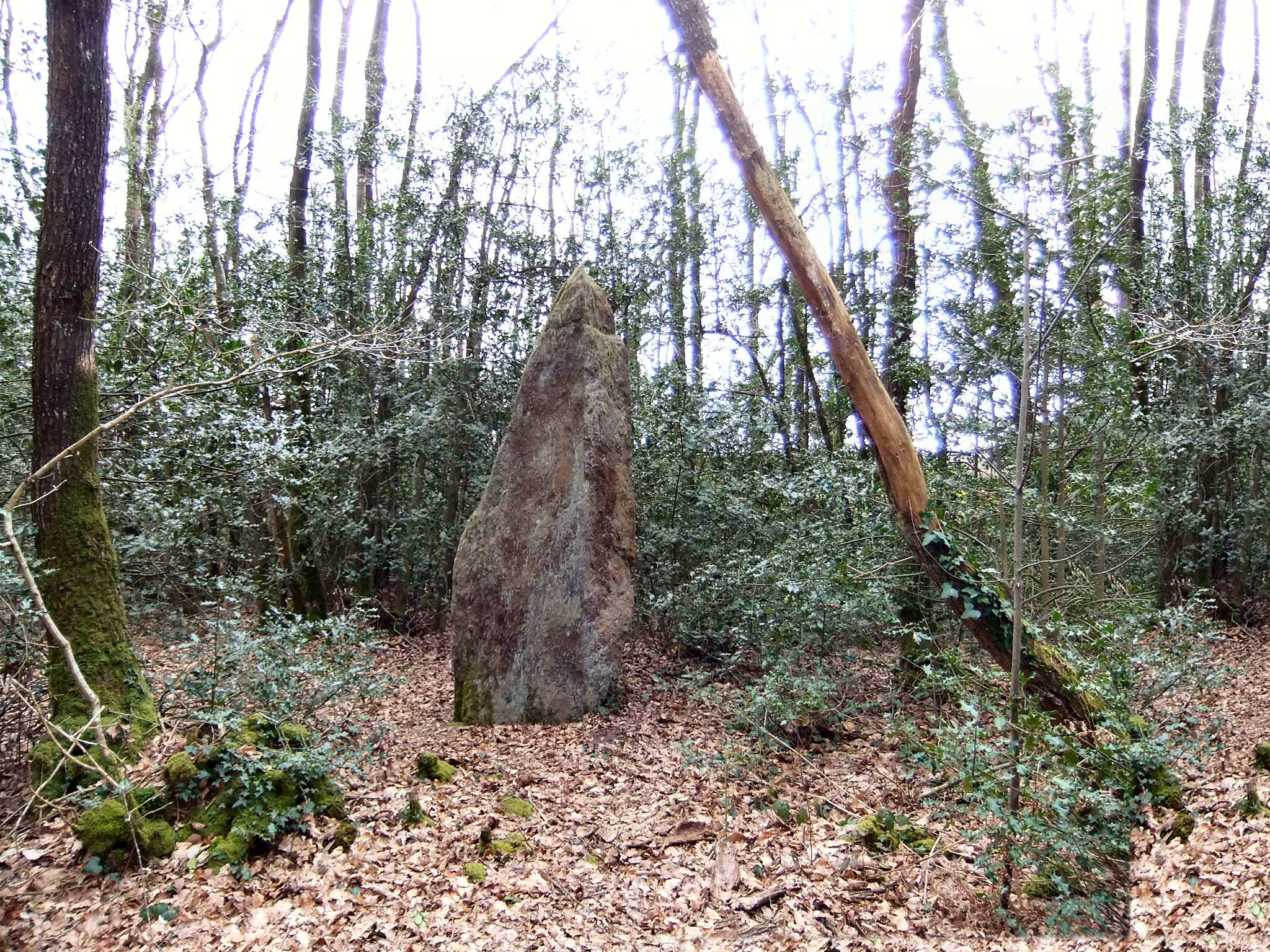
Menhir von Rumfort
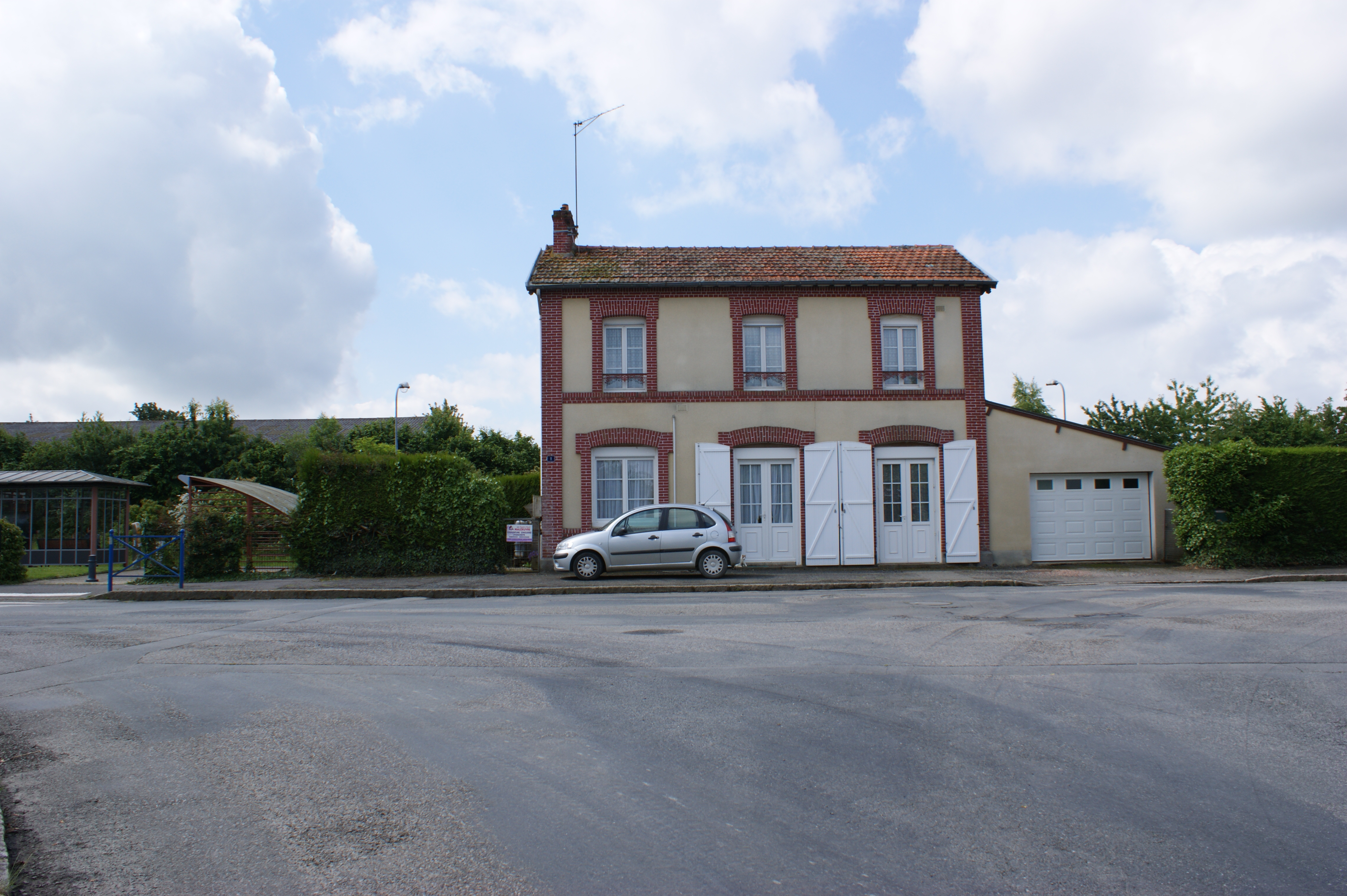
Bahnhof